# Catharina Anna Maria de Savornin Lohman

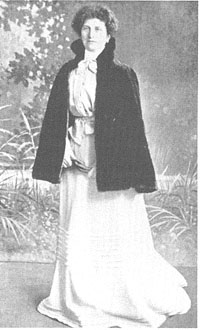
Anna de Savornin-Lohman (1892)

Catharina Anna Maria de Savornin Lohman, även känd som Anna Spoor-de Savornin Lohman (1915 gift Spoor, 1917 änka); pseudonymen Flava, född 14 januari 1868 i Assen, provinsen Drenthe, död 23 september 1930 i Haag, var en nederländsk författare.
Hon tillhörde en adelsfamilj, som räknar flera namn inom litteraturen och vetenskapen och utgav romaner, noveller och tendensskrifter, bland annat Het ééne noodige (Det enda nödvändiga; 1897; andra upplagan 1898), Miserere (1895; tredje upplagan 1897), Vragensmoede (Trött att fråga; femte upplagan 1910), Van het inwendige leven (Om det inre livet; 1904), Wat nooit sterft (Vad som aldrig dör; 1909), Levenservaringen (översättning från Laura Marholm; 1901), Zedelijkheidsapostelen (1912), Levensraadselen (Livsgåtor; 1921), De liefde in de vrouwenkwestie (Kärleken i kvinnofrågan; 1898) och Vrouwenliefde in de literatuur (1902), samt redigerade 1911–15 veckotidningen "De Hollandsche lelie".